# Lučivná (Malá Fatra)
Lučivná je turistické středisko v pohoří Malá Fatra.
Nachází se nedaleko silnice II/583 spojující obce Zázrivá a Párnica. Ve středisku se nachází hotel Smrečina (dříve hotel Hutník), který nabízí speciality oravské kuchyně. V létě je zde možnost využít hřiště pro míčové hry, tenisové kurty, otevřené ohniště. Okolí je ideální pro turistiku, cykloturistiku a houbaření. V zimním období středisko nabízí možnosti lyžování na zasněžovaných svazích.